# Immeuble Molitor
L'Immeuble Molitor è un edificio di Parigi situato in rue Nungesser et Coli 24 (XVI arrondissement), opera di Le Corbusier, che all'ultimo piano aveva il suo atelier per la pittura personale e un'abitazione dove trascorse gli ultimi anni della sua vita. L'abitazione è oggi aperta al pubblico e fa parte degli edifici parigini del grande architetto gestiti dalla Fondazione Le Corbusier.

## L'appartamento di Le Corbusier
Fu progettato nel 1931 e concluso nel 1934 da Le Corbusier e Pierre Jeanneret. L'edificio, in una posizione panoramica tra il Parco dei Principi e il Bois de Boulogne, venne scelto da Le Corbusier per la propria abitazione, creando all'ultimo piano ed alla terrazza sul tetto "il miglior appartamento dell'intero edificio", complessivamente ampio circa 240 metri quadrati. Il sistema delle volte permise la creazione di ampi spazi, senza il ricorso a supporti intermedi e creando vari ambienti funzionali che sono un tutt'uno, senza i tradizionali mezzi di separazione. Le porte ad esempio sono veri e propri mobili ruotanti, che permettevano di isolare in maniera invisibile per il visitatore i due nuclei principali dell'appartamento: lo studio di pittura e la parte abitativa vera e propria. 
Lo studio è diviso in tre ambienti principali: 
- La grande sala per dipingere, con ampie finestre, pareti lisce e con una predominanza del colore bianco, anche nel pavimento. La volta misura circa 3x12 metri, con un'altezza di 3,50 m; la grande parete di fondo è composta da pietre e mattoni a vista.
- L'angolo con la scrivania e lo scrittoio, affacciato sul panorama
- Il ripostiglio e la camera di servizio.

Grande importanza rivestiva la luce, che Le Corbusier cercò di far entrare da ogni lato, ricreando artificialmente la situazione di un'abitazione sul Mediterraneo. Pannelli di legno servivano per controllare le aperture e impedire una luce troppo abbagliante, soprattutto al mattino. 
La parte dell'appartamento è composta da un cucinotto, disegnato da Charlotte Perriand, in legno scuro Okume dipinto grigio chiaro e acquaio in peltro. La camera da letto ha un altissimo letto, così composto affinché si potesse vedere il Bois de Boulogne dalla finestra. Molto originale è il bagno, ricavato in un ambiente di per sé molto angusto, con pareti non ortogonali. All'ultimo piano, raggiungibile da una scala a chiocciola senza ringhiera, si trova una gabbia di vetro e muratura dalla quale si accede alla terrazza superiore. 
Quasi tutto il mobilio presente è originale, mentre non ci sono più le opere d'arte create da Le Corbusier o da lui possedute. 
L'appartamento è stato dichiarato come "Listed Building" nel 1972 e confermato nel 1990.